# Septisk artrit
Septisk artrit innebär att det skett en bakterieinfektion i en led. Behandling måste ske snabbt annars kan leden förstöras. Staphylococcus aureus är oftast den bakterie som leder till septisk artrit, men streptokocker och andra bakterier kan också ligga bakom. Personer som tar immunmodulerande läkemedel löper större risk för att drabbas av sjukdomen. Likväl de som har inopererade ledproteser drabbas oftare än andra av septisk artrit. Koagulasnegativa stafylokocker är vanliga vid ledprotesinfektioner. Svullnad, smärta, feber och eventuellt allmänpåverkan och sepsissymtom är exempel på symtom vid septisk artrit. Diagnosen ställs genom bakterieodling på ledvätskan, som tappas upp genom punktion av knäleden. Behandlingen består av kirurgisk spolning av leden, immobilisering av leden (de första dagarna), fysioterapi (efter immobiliseringsperioden) samt antibiotikabehandling.
Ibland måste antibiotika ges i mer än två månader, beroende på blodprover. Vid snabb behandling är prognosen för den drabbade god, men om det dröjer innan behandling ges kan permanent ledskada uppstå..